# Poète maudit

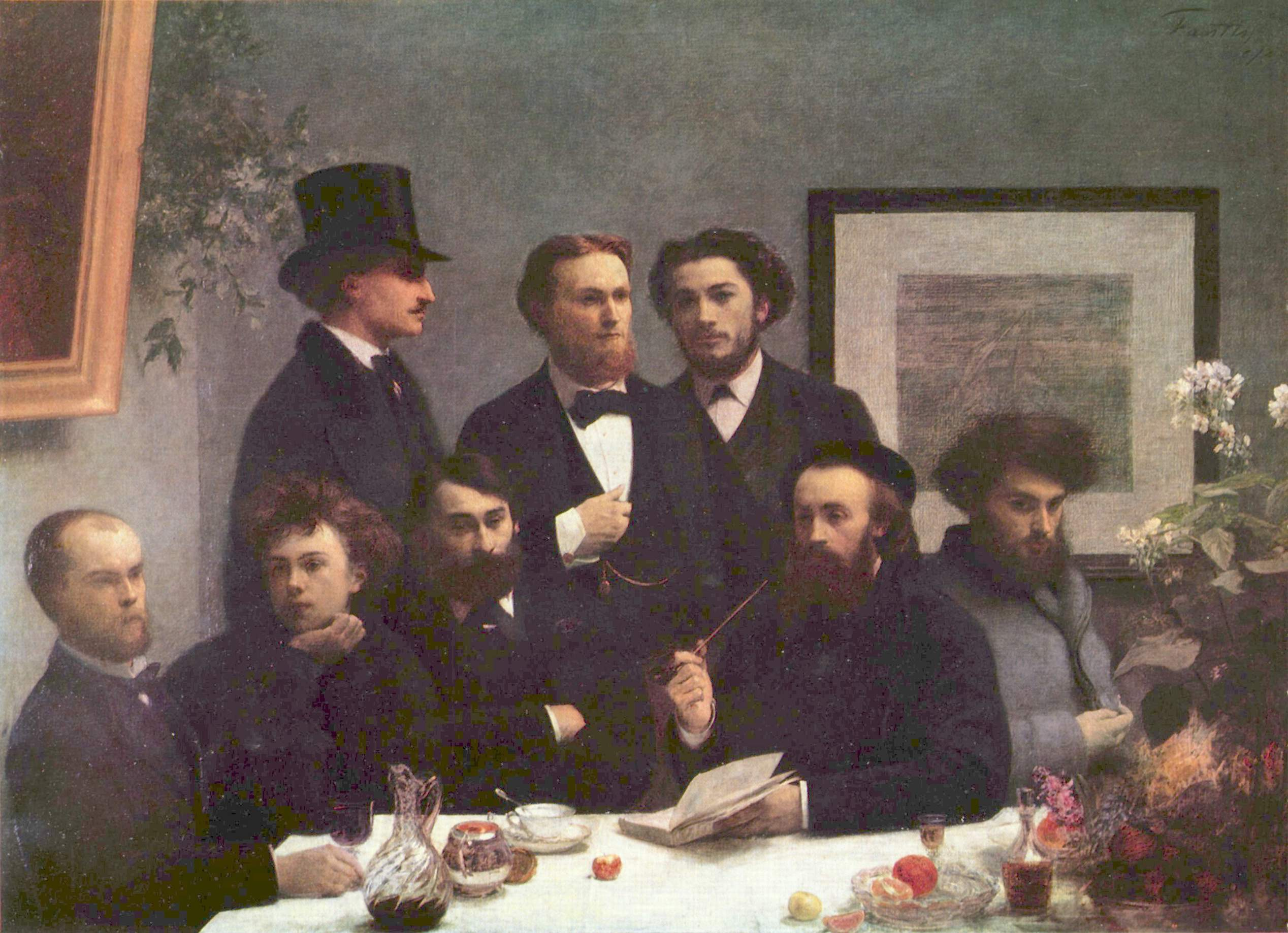
De fördömda poeterna Paul Verlaine (längst till vänster) och Arthur Rimbaud (andra till vänster) på en målning från 1872 av Henri Fantin-Latour.

Poète maudit (på svenska ungefär fördömd poet) är en litterär term som myntades av Paul Verlaine i en essäsamling med samma namn. Termen syftar på poeter, företrädesvis under slutet av 1800-talet och i början av 1900-talet, som sågs som utstötta av samhället likväl av sig själva. För många, däribland Verlaine, framstod Charles Baudelaire som den sanne, hjältelike fördömde poeten.

## Karakteristika
En fördömd poet skulle enligt Verlaine vara obskyr och svårförståelig, till den grad att de var likgiltiga inför samhället. Deras storhet skulle bara framstå inför de riktigt kulturellt bevandrade; för alla andra skulle den vara omärkbar – och därav deras fördömelse.
Från detta följde även att den fördömda poeten skulle lida för sin genialitet. Det förklarade i sin tur alkoholism, hustru- och barnmisshandel o.s.v. På så vis blev inte bara fördömelsen social utan likaväl moralisk och andlig.

## Exempel påpoètes maudits
| - Charles Baudelaire - Tristan Corbière - Marceline Desbordes-Valmore - Auguste de Villiers de l'Isle Adam | - Stéphane Mallarmé - Paul Verlaine - Arthur Rimbaud - Jean-Joseph Rabearivelo |

## Galleri

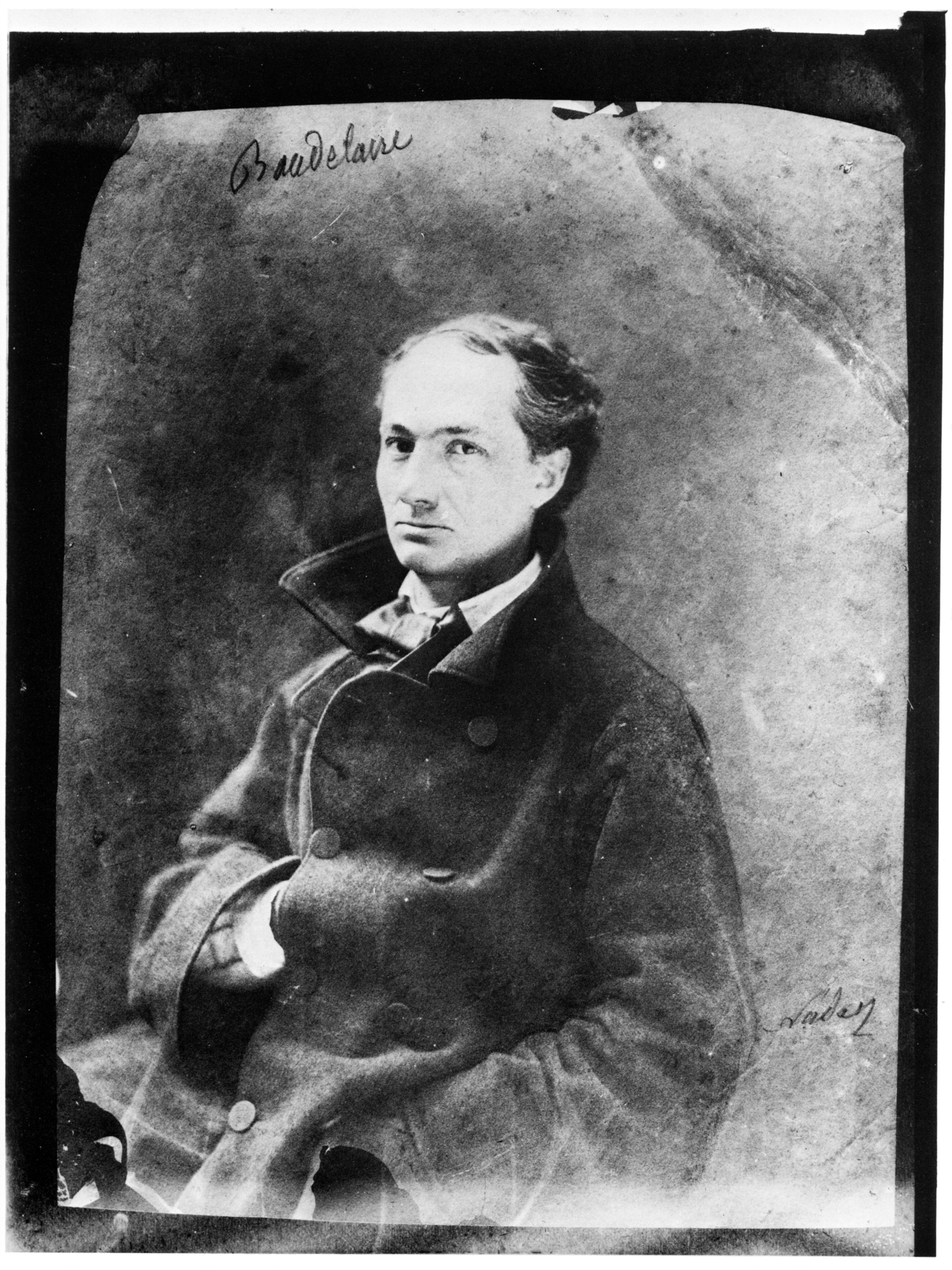
Porträtt av Charles Baudelaire av Nadar (1855).
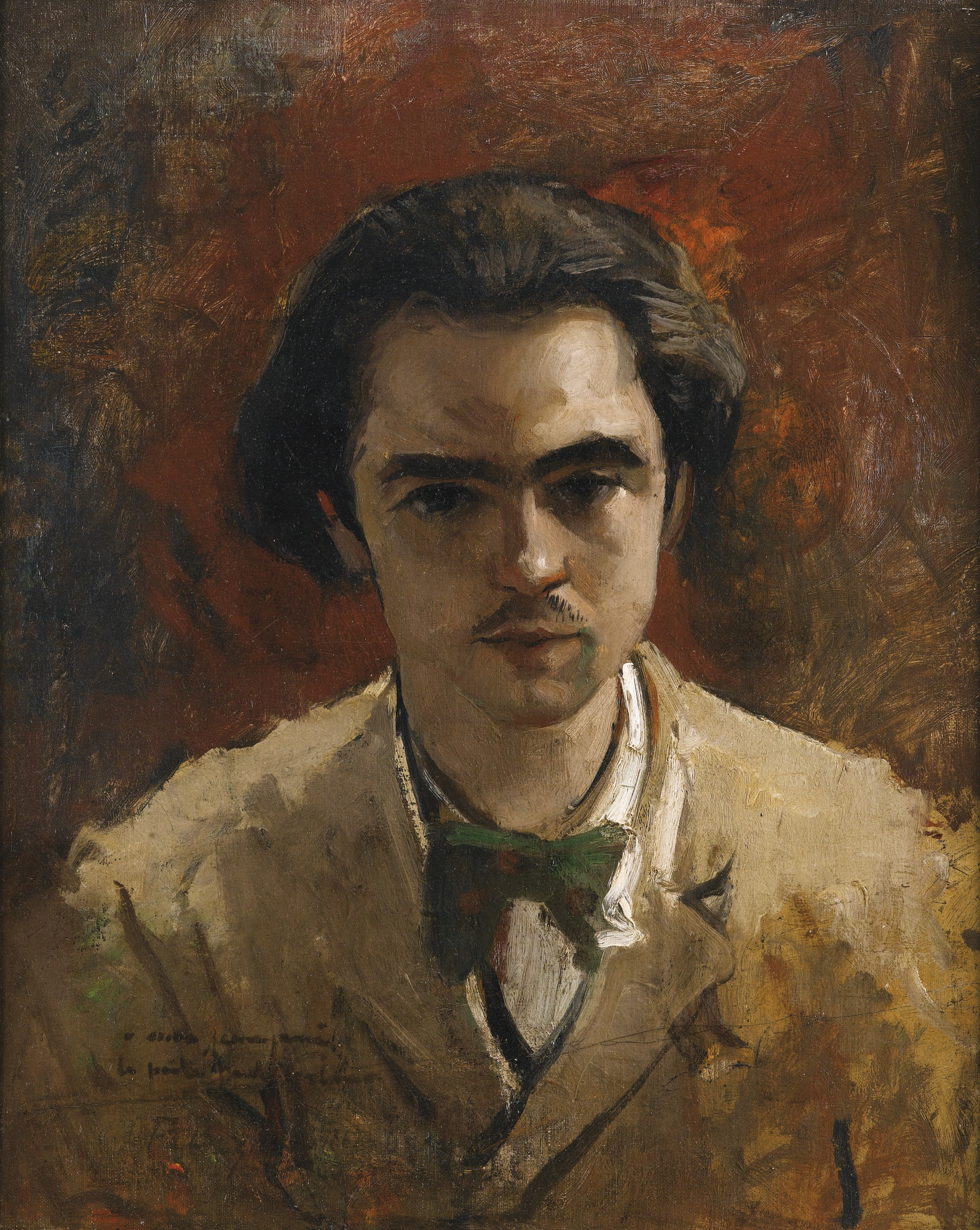
Paul Verlaine av Frédéric Bazille (1867).
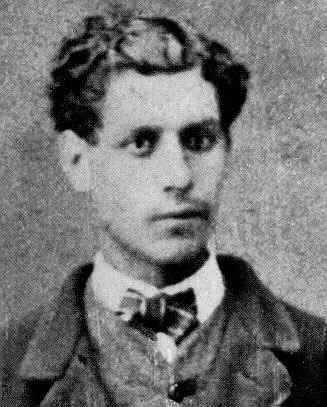
Comte de Lautréamont (före 1870).
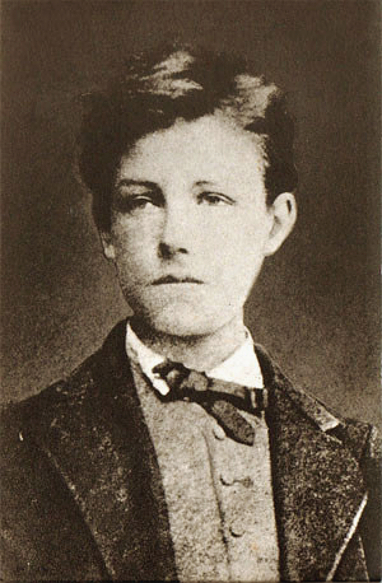
Arthur Rimbaud vid 17 års ålder (ca 1872).